# Áldozat (film, 2024)
Az Áldozat (eredeti cím: A Sacrifice) 2024-es német–amerikai thriller–filmdráma, amelyet Jordan Scott rendezett és írt. A főbb szerepekben Eric Bana és Sadie Sink, Sylvia Hoeks látható.
Amerikában 2024. június 28-án, míg Németországban augusztus 1-jén mutatták be a mozikban. Magyarországon 2025. január 1-jén jelent meg a HBO Maxon.

## Cselekmény
Ben Monroe amerikai szociálpszichológus Berlinbe költözött, miután elvált feleségétől és családjától. Nevet szerzett magának a szekták és azok befolyásának kutatásával. Egy berlini szektát is megvizsgált. Új könyv megírására készül. Segítségül régi barátja, Max rendőr és társa, Nina elviszik egy olyan helyszínre, ahol egy kis csoport látszólag rituális öngyilkosságban vett részt.
Ben lánya, Mazzy, aki Berlinben van látogatóban, összejön Martinnal, aki bevezeti a tinédzsert a város underground party-szcénájába. Martin kapcsolatba kerül egy környezetvédelmi civil szervezettel, amelyet a titokzatos Hilma vezet. A való életben azonban a civil szervezetet egy vallási közösség vezeti, amely Mazzy-t választotta legújabb áldozatául.

## Szereplők
| Szerep       | Színész           | Magyar hang    |
| ------------ | ----------------- | -------------- |
| Ben Monroe   | Eric Bana         | Csankó Zoltán  |
| Mazzy Monroe | Sadie Sink        | Gulás Fanni    |
| Nina         | Sylvia Hoeks      | Major Melinda  |
| Martin       | Jonas Dassler     | Czető Roland   |
| Hilma        | Sophie Rois       | Németh Kriszta |
| Max          | Stephan Kampwirth | Fillár István  |
| Lotte        | Lara Feith        |                |

### Magyar változat
- Bemondó: Korbuly Péter
- Magyar szöveg: Egressy G. Tamás
- Felvevő hangmérnök: Soltész Márton
- Keverő hangmérnök és vágó: Kis Pál
- Gyártásvezető: Farkas Márta
- Szinkronrendező: Nikodém Gerda
- Produkciós vezető: Fodor Eszter

A szinkront a MAHIR Szinkron Kft. készítette el.

## A film készítése
A filmet Ridley Scott és Michael Pruss közösen gyártotta, Jonas Katzenstein, Maximilian Leo és Georgina Pope producerekkel közösen.
Kiernan Shipka eredetileg 2022 januárjában csatlakozott a produkcióhoz Eric Bana mellett, de még a forgatás megkezdése előtt, 2022 szeptemberében elhagyta a projektet. 2022 májusában Sylvia Hoeks csatlakozott a stábhoz. 2022 szeptemberében Sadie Sink, Jonas Dassler és Sophie Rois is szerepet kapott a filmben. 2024 májusában bejelentették, hogy Stephan Kampwirth és Lara Feith is a szereplőgárda tagja lesz.
A forgatás 2022 szeptemberében kezdődött Berlinben. 2022 decemberében fejeződött be a forgatás.

## Bemutató
Az Áldozat a második film (a 2023-as The Dive után), amely a brit székhelyű Protagonist Pictures és a német Augenschein Sales forgalmazó közötti értékesítési együttműködés részeként jött létre, és a két cég megosztja a film közös értékesítési jogait világszerte.
2024 februárjában a Vertical megszerezte a film észak-amerikai forgalmazási jogait (a film 2024 májusában A Sacrifice címet kapta), és 2024. június 28-án került a mozikba.
A film 2024. augusztus 1-jén jelent meg Németországban Berlin Nobody címmel.